# 生产要素最优组合
生产要素最优组合：在要素价格不变时，在存在两种以上可变生产要素的生产中（即长期中），生产者在其成本既定时使产量最大化或者产量既定时使成本最小化所需要使用的各种生产要素最优数量的组合。